# Strahlenfels

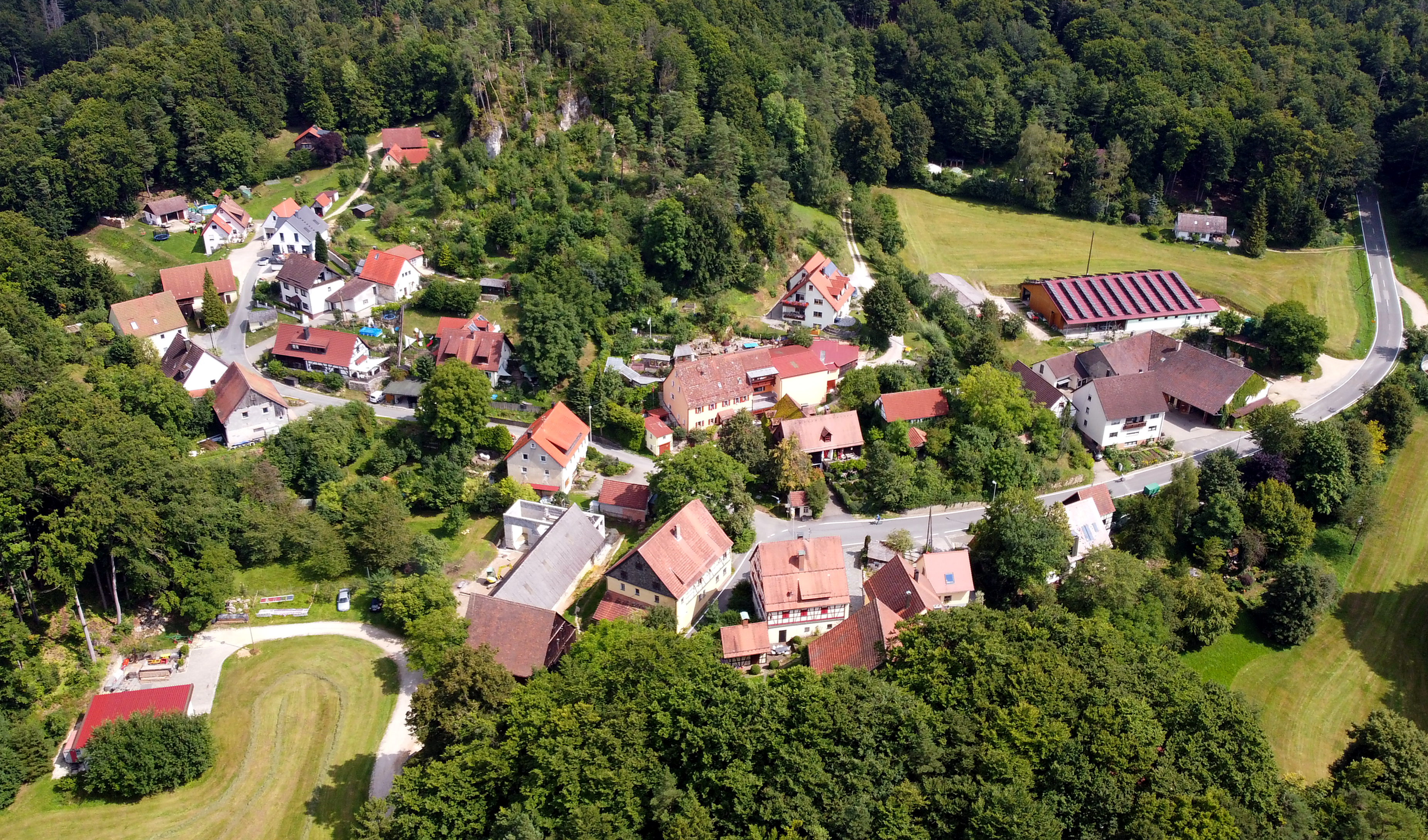
Luftbild von Strahlenfels (August 2021)

Strahlenfels ist ein Gemeindeteil der Gemeinde Simmelsdorf im Landkreis Nürnberger Land (Mittelfranken, Bayern). Strahlenfels liegt in der Gemarkung Großengsee.

## Geografie
Das Dorf befindet sich an einem Berghang auf der Hochfläche der Fränkischen Alb. Die Kreisstraße LAU 1/BT 30 führt nach Wildenfels (1 km westlich) bzw. nach Spies (2,7 km südöstlich). Eine Gemeindeverbindungsstraße führt nach Großengsee zur Kreisstraße LAU 3 (1,9 km südwestlich).

## Geschichte
Die erste Erwähnung von Strahlenfels war im Jahr 1256.
Mit dem Gemeindeedikt (frühes 19. Jahrhundert) wurde Strahlenfels der Ruralgemeinde Großengsee zugeordnet. Im Zuge der Gebietsreform in Bayern wurde Strahlenfels am 1. Juli 1972 in die Gemeinde Simmelsdorf eingegliedert.

## Baudenkmäler

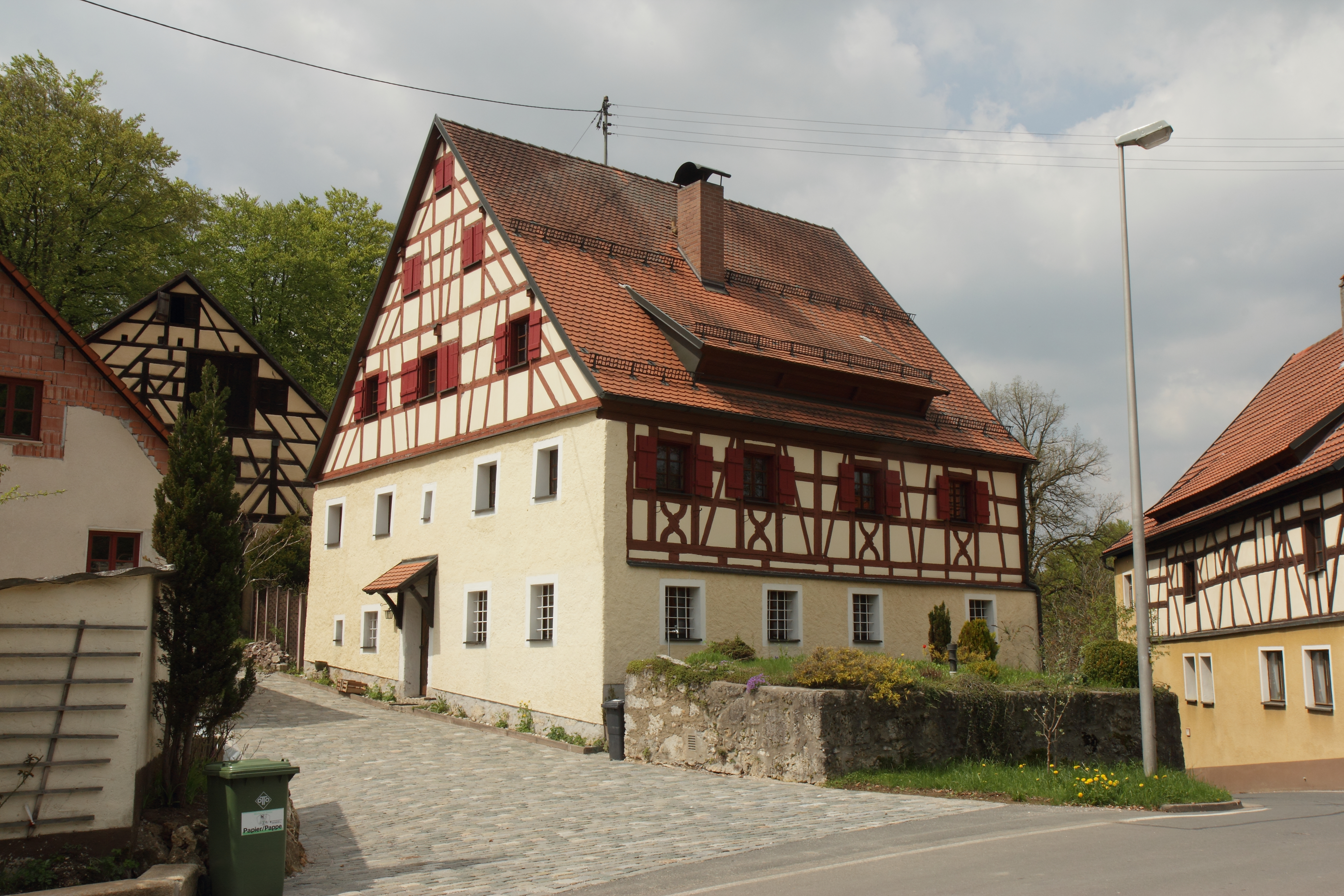
Wohnstallhaus in Strahlenfels

In Strahlenfels befinden sich drei Baudenkmäler, die Reste des ehemaligen Burgstalls Strahlenfels und zwei Wohnstallhäuser.